# Paul Marie Victor Enouf
 (juin 2025).
Paul Marie Victor Enouf est un homme politique français né le 6 juin 1783 à Carentan (Manche) et décédé le 29 janvier 1845 à Carentan.
Propriétaire terrien, il est député de la Manche de 1827 à 1842, siégeant à l'extrême gauche sous la Restauration, et soutenant la Monarchie de Juillet après 1830. Il est l'un des 221 qui votent contre le gouvernement Polignac en 1830. 

## Sources
- « Paul Marie Victor Enouf », dans Adolphe Robert et Gaston Cougny, Dictionnaire des parlementaires français, Edgar Bourloton, 1889-1891 [détail de l’édition]